# Liste des vicomtes de Turenne
Cet article dresse la liste des vicomtes de Turenne.

## Liste

### Famille  de Turenne

Armes des comtes de Quercy : d'argent au lion de gueules.

- Geoffroy (mort après juillet 878), petit-fils de Raoul comte de Quercy
- Robert, cousin du précédent, petit-fils de Raoul comte de Quercy.

### Famille  de Comborn

Armes des Comborn, vicomtes de Turenne : coticé d'or et de gueules de douze pièces.

- -996 : Archambaud de Comborn (vers 934 - vers 996), dit Jambe-Pourrie, 3e vicomte de Turenne, épouse Sulpicie de Turenne, fille de Bernard Ier et de Deda.
- 996-ca 1030 : Ebles Comborn de Turenne (v.953-entre 1030 et 1036), 4e vicomte, épouse Béatrix de Normandie. Fils aîné d'Archambaud de Comborn. Ses deux fils se partagèrent son héritage. L'aîné Guillaume Ier devint 5e vicomte de Turenne et le cadet Archambaud devint vicomte de Comborn.
- 1030-1037 : Guillaume Ier de Turenne (v.995-v.1037)[1], 5e vicomte de Turenne.
- 1037-1103 : Boson Ier de Turenne (°v.1030-1096), 6e vicomte de Turenne, épouse Gerberge de Terrasson (1045-1103), fille de Bernard, comtor de Terrasson, et de Pétronille de la Rivière.
- 1103-ap 1122 : Raymond Ier de Turenne (°v. 1074-ap. 1122) 7e vicomte de Turenne, épouse v.1105 Mathilde de Mortagne
- ap 1122-1143 : Boson II de Turenne (1110-1143) 8e vicomte de Turenne, épouse en 1142 Eustorgie d'Anduze. Tué au siège de la Commanderie templière de Saint-Paul-la-Roche en Périgord, il est enterré à Tulle le 21 décembre 1143[2]
- 1143-1191 : Raymond II de Turenne (°1143-1191), 9e vicomte de Turenne, épouse Élise de Castelnau
- 1191-1212 : Raymond III de Turenne (v.1165-1212) épouse Élise de Séverac
- Boson III de Turenne (°v.1185-1209), fils des précédents, épouse Ne d'Auvergne
- 1212-1243 : Raymond IV de Turenne (v.1187-1243) épouse en 1208 Élise d'Auvergne
- 1243-1247 : Helis ou Hélix de Turenne (v.1208-1251), fille unique de Raymond IV, vicomtesse de Turenne, épouse Hélie II Rudel (mort en 1254), seigneur de Bergerac[3],
- 1247-1316 : Raymond V de Turenne (°v.1200-1245), frère ou neveu de Raymond IV, épouse Alemande de Malemort
- -1304 Raymond VI de Turenne (? -1304) épouse Laeticia de Rochechouart
- 1304-1313 : Marguerite de Turenne (1285-v.1313), fille du précédent, vicomtesse de Turenne, épouse :
  - Bernard VIII de Comminges (v. 1285- 1336), dont Cécile et Aliénor de Comminges

### Famille de Comminges
- 1304-1336 : Bernard VIII (mort en 1336), comte de Comminges, marié en 2e noces à Marguerite, vicomtesse de Turenne
- 1336-1339 : Jean de Comminges, comte de Comminges (1336-1339), fils posthume de Bernard VIII et de sa 3e épouse, Mathe de l'Isle-Jourdain
- 1339-1349 : Cécile de Comminges, comtesse d'Urgell, fille aînée de Bernard VIII, à qui le pape Clément VI rachète la vicomté en 1349

### Famille Roger de Beaufort

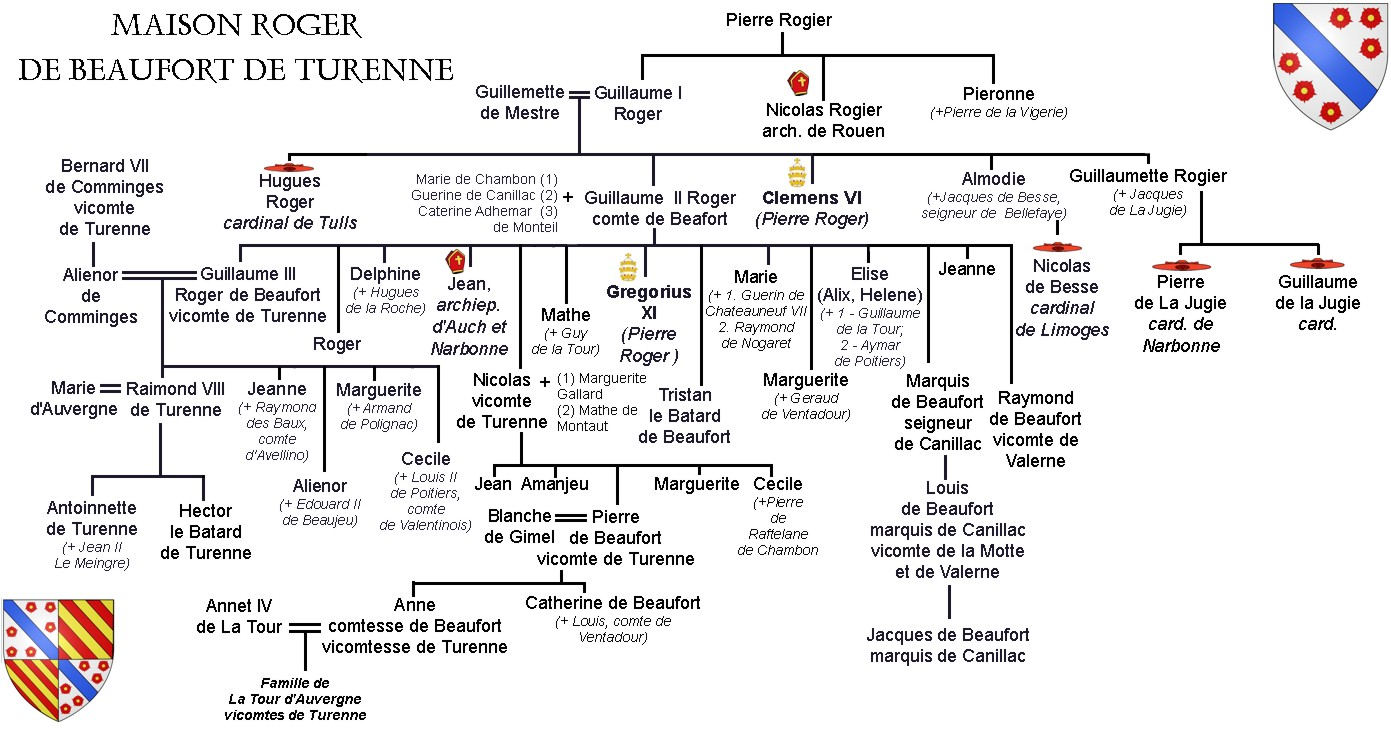
Arbre généalogique de la maison Roger de Beaufort de Turenne.

- Guillaume III Roger de Beaufort (1332-1395) épouse en 1350 Aliénor de Comminges, fille de Bernard VIII, dont :
- Raymond VIII de Turenne (1352-1413), fils du précédent, épouse en 1375 Marie d'Auvergne-Boulogne, dont :
  - Antoinette de Turenne (v.1380-1416), fille du précédent, épouse en 1393 Jean II Le Meingre dit Boucicaut maréchal de France
- Nicolas Roger de Beaufort,  frère de Guillaume III
- Pierre de Beaufort de Turenne, fils du précédent

### Famille de Pons

Famille de Pons : de gueules à trois fasces d'or.

- Raymond  VI, épouse en 1265 Agathe (ou Agacie) de Pons, fille de Renaud III, sire de Pons
- Geoffroi de Pons épouse en 1290  Isabeau ou Isabelle de Rodez, vicomtesse de Carlat,
- Renaud IV de Pons ( ? - 1356), vicomte de Carlat épouse en 1319 Jeanne d'Albret
- Renaud V de Pons  ( ? - 1356)
- Renaud VI de Pons (v.1348-1427) épouse Marguerite de La Tremoille
- Jacques Ier de Pons (1413-1473) épouse en 1425 Isabelle de Foix-Candale
- Guy de Pons (11 mai 1431-1510), seigneur de Ribérac et de Bergerac, épouse vers 1459  Isabelle de Foix, puis en 1461 Jeanne de Castelnau-Tursan, dont Antoinette de Pons, épouse d'Antoine de La Tour, dit le Vieux, ci-après
- Odet d'Aydie le jeune de Ribérac (vers 1450-1531), marié en 1483 à Anne de Pons, vicomtesse de Ribérac, de Turenne et de Caylus, fille de Guy de Pons.
- François Ier de Pons

### Famille de La Tour d'Auvergne

Famille La Tour d'Auvergne : d'azur semé de fleurs de lys d'or à la tour d'argent.

- Anne de Beaufort de Turenne (1435-1479), fille de Pierre Rog(i)er de Beaufort de Turenne, vicomtesse en partie de Turenne, épouse en 1444 Agne ou Annet IV de La Tour, seigneur d'Oliergues[5] (vers 1425-1489), conseiller et chambellan du roi Louis XI, dont :
- François Ier de la Tour (†1492), baron d'Oliergues en 1488, vicomte de Turenne à la mort de son père, mais meurt non marié ;
- Antoine de La Tour, seigneur d'Oliergues dit Le Vieux (? -1527), frère du précédent, épouse en 1494 Antoinette de Pons, vicomtesse en partie de Turenne, fille de Guy et Jeanne de Castelnau
- -1532 François II de Turenne (1497-1532) épouse en 1518 Anne dite "Bologne" (de La Tour d'Auvergne) de Montgascon,
- 1532-1557 François III de La Tour (1526-1557) épouse en 1545 Eléonore de Montmorency, dont :
- 1555-1623 Henri Ier de La Tour d'Auvergne, duc de Bouillon (1591-1623) marié en 1595 à Élisabeth de Nassau, dont :
  - Frédéric Maurice de La Tour d'Auvergne-Bouillon (1605-1652), duc de Bouillon, prince de Sedan, vicomte de Turenne, marié en 1634 à Léonora de Berg, puis son frère
  - Henri de La Tour d'Auvergne, vicomte de Turenne (1611-1675), maréchal général des camps et armées du roi, épouse en 1653 Charlotte de Caumont de La Force (1623-1666), sans enfants.
- Godefroy-Maurice de La Tour d'Auvergne (1641-1721), duc de Bouillon, d'Albret, de Château-Thierry, comte d'Auvergne, vicomte de Turenne, épouse en 1662  Marie-Anne Mancini (1649-1714), nièce de Mazarin, dont :
- Emmanuel-Théodose de La Tour d'Auvergne-Bouillon (1668-1730), duc de Bouillon, d'Albret, de Château-Thierry, vicomte de Turenne, marié en 1696 avec Marie-Victoire de la Trémoïlle, fille de Charles Belgique Hollande de La Trémoille, dont :
- Charles-Godefroy de La Tour d'Auvergne (1706-1771), duc de Bouillon, d'Albret, de Château-Thierry, comte d'Auvergne, criblé de dettes, le roi lui rachète la vicomté de Turenne. Il était marié à Marie-Charlotte Sobieska (1697-1740), dont une fille (Marie-Louise de La Tour d'Auvergne) et un fils :
- Godefroy-Charles de La Tour d'Auvergne (1728-1792), duc de Bouillon, d'Albret, de Château-Thierry, député aux États généraux.